# Synagoge (Bánovce nad Bebravou)

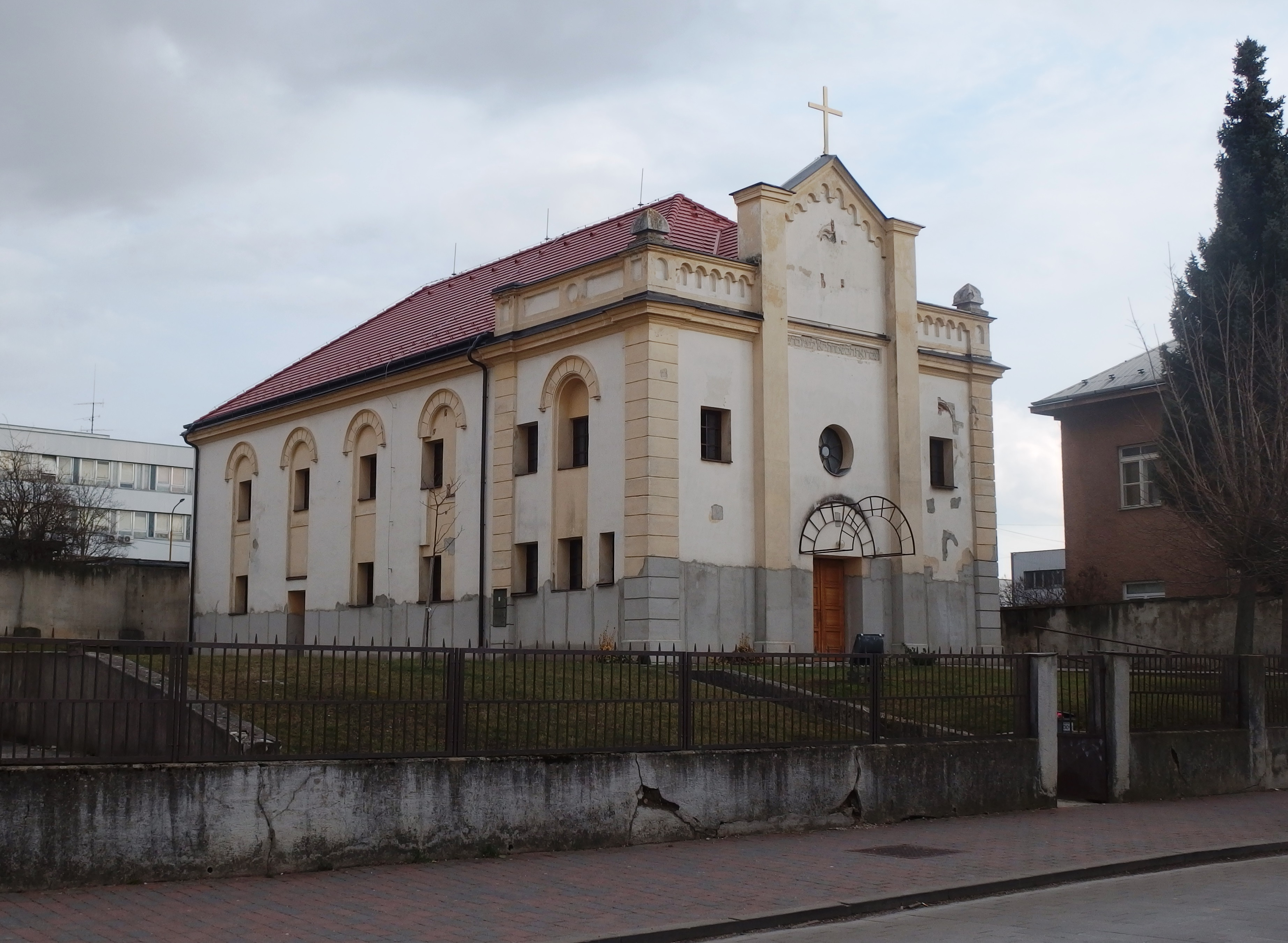
Synagoge 2020

Die Synagoge in Bánovce nad Bebravou in der Slowakei wurde 1862 an Stelle eines zu klein gewordenen Vorgängerbaus aus den 1770er Jahren errichtet.
Das Gebäude im Rundbogenstil war nach dem Zweiten Weltkrieg lange Jahre zweckentfremdet. Heute gehört es der Evangelisch-lutherischen Kirche, die es auch restauriert hat. Dabei ist das ursprüngliche Erscheinungsbild zu großen Teilen erhalten geblieben. Allerdings ist jetzt auf dem Giebel ein großes Kreuz angebracht.
Im Inneren befinden sich auf drei Seiten die Frauenemporen, die von gusseisernen Säulen gestützt werden.